# Ardmore (Pennsylvanie)
Pour les articles homonymes, voir Ardmore.
Ardmore est une census-designated place située dans les comtés de Delaware et Montgomery, dans le Commonwealth de Pennsylvanie, aux États-Unis. Sa population s’élevait à 12 455 habitants lors du recensement de 2010.